# E402
La ruta europea E402 és una carretera que forma part de la Xarxa de carreteres europees. Comença a Calais (França) i finalitza a Le Mans (França). Té una longitud de 416 km. Té una orientació de nord a sud.